# Fordoche
Fordoche és una població dels Estats Units a l'estat de Louisiana. Segons el cens del 2000 tenia 933 habitants.

## Demografia
Segons el cens del 2000, Fordoche tenia 933 habitants, 341 habitatges, i 285 famílies. La densitat de població era de 148,2 habitants/km².
Dels 341 habitatges en un 37% hi vivien nens de menys de 18 anys, en un 72,4% hi vivien parelles casades, en un 6,5% dones solteres, i en un 16,4% no eren unitats familiars. En el 13,8% dels habitatges hi vivien persones soles el 5% de les quals corresponia a persones de 65 anys o més que vivien soles. El nombre mitjà de persones vivint en cada habitatge era de 2,74 i el nombre mitjà de persones que vivien en cada família era de 2,99.
Per edats la població es repartia de la següent manera: un 25,3% tenia menys de 18 anys, un 8,7% entre 18 i 24, un 28,3% entre 25 i 44, un 24% de 45 a 60 i un 13,7% 65 anys o més.
L'edat mediana era de 37 anys. Per cada 100 dones de 18 o més anys hi havia 103,2 homes.
La renda mediana per habitatge era de 36.364 $ i la renda mediana per família de 40.313 $. Els homes tenien una renda mediana de 32.400 $ mentre que les dones 21.146 $. La renda per capita de la població era de 15.223 $. Entorn del 12,1% de les famílies i el 14,8% de la població estaven per davall del llindar de pobresa.

## Poblacions més properes
El següent diagrama mostra les poblacions més properes.